# Пйотровиці (Польковицький повіт)
Пйотровиці (пол. Piotrowice, нім. Petersdorf) — село в Польщі, у гміні Пшемкув Польковицького повіту Нижньосілезького воєводства.
Населення — 394 особи (2011).
У 1975-1998 роках село належало до Легницького воєводства.

## Демографія
Демографічна структура станом на 31 березня 2011 року:
|          | Загалом | Допрацездатний вік | Працездатний вік | Постпрацездатний вік |
| -------- | ------- | ------------------ | ---------------- | -------------------- |
| Чоловіки | 211     | 39                 | 146              | 26                   |
| Жінки    | 183     | 32                 | 111              | 40                   |
| Разом    | 394     | 71                 | 257              | 66                   |